# Brajkovac (Kruševac)
Pour les articles homonymes, voir Brajkovac.
Brajkovac (en serbe cyrillique : Брајковац est un village de Serbie situé sur le territoire de la Ville de Kruševac, district de Rasina. Au recensement de 2011, il comptait 314 habitants.

## Démographie
| 1948 | 1953 | 1961 | 1971 | 1981 | 1991 | 2002 | 2011 |
| ---- | ---- | ---- | ---- | ---- | ---- | ---- | ---- |
| 430  | 484  | 466  | 432  | 401  | 385  | 367  | 314  |

|  |